# Aitor Córdoba
Aitor Córdoba Querejeta (Bilbao, 21 maggio 1995) è un calciatore spagnolo, difensore del Burgos.

## Biografia
Anche i suoi fratelli Iñigo e Asier sono calciatori professionisti. Inoltre, ha una sorella chiamata Ainhoa (nata nel 2001), anche lei una calciatrice.

## Carriera
Nato a Bilbao, è cresciuto nel settore giovanile del Leioa. Dal 2013 al 2019 ha totalizzato più di 176 presenze e 3 reti con la squadra, principalmente nella terza divisione spagnola. Il 30 giugno 2019 viene acquistato dal Burgos, altro club della terza divisione spagnola. Ottenuta la promozione al termine della stagione 2020-2021, esordisce in Segunda División il 15 agosto 2021, in occasione dell'incontro perso per 1-0 contro lo Sporting Gijón.

## Statistiche

### Presenze e reti nei club
Statistiche aggiornate al 22 novembre 2022.
| Stagione        | Squadra         | Campionato      | Campionato | Campionato | Coppe nazionali | Coppe nazionali | Coppe nazionali | Coppe continentali | Coppe continentali | Coppe continentali | Altre coppe | Altre coppe | Altre coppe | Totale | Totale |
| Stagione        | Squadra         | Comp            | Pres       | Reti       | Comp            | Pres            | Reti            | Comp               | Pres               | Reti               | Comp        | Pres        | Reti        | Pres   | Reti   |
| --------------- | --------------- | --------------- | ---------- | ---------- | --------------- | --------------- | --------------- | ------------------ | ------------------ | ------------------ | ----------- | ----------- | ----------- | ------ | ------ |
| 2014-2015       | Leioa           | SDB             | 32         | 0          | CR              | 3               | 0               |                    | -                  | -                  |             | -           | -           | 35     | 0      |
| 2015-2016       | Leioa           | SDB             | 36         | 1          |                 | -               | -               |                    | -                  | -                  |             | -           | -           | 36     | 1      |
| 2016-2017       | Leioa           | SDB             | 33         | 0          |                 | -               | -               |                    | -                  | -                  |             | -           | -           | 33     | 0      |
| 2017-2018       | Leioa           | SDB             | 34         | 0          | CR              | 2               | 0               |                    | -                  | -                  |             | -           | -           | 36     | 0      |
| 2018-2019       | Leioa           | SDB             | 36         | 2          |                 | -               | -               |                    | -                  | -                  |             | -           | -           | 36     | 2      |
| Totale Leioa    | Totale Leioa    | Totale Leioa    | 171        | 3          |                 | 5               | 0               |                    | -                  | -                  |             | -           | -           | 176    | 3      |
| 2019-2020       | Burgos          | SDB             | 26         | 0          |                 | -               | -               |                    | -                  | -                  |             | -           | -           | 26     | 0      |
| 2020-2021       | Burgos          | SDB             | 13         | 0          | CR              | 2               | 0               |                    | -                  | -                  |             | -           | -           | 15     | 0      |
| 2021-2022       | Burgos          | SD              | 38         | 2          | CR              | 0               | 0               |                    | -                  | -                  |             | -           | -           | 38     | 2      |
| 2022-2023       | Burgos          | SD              | 16         | 0          | CR              | 1               | 0               |                    | -                  | -                  |             | -           | -           | 17     | 0      |
| Totale Burgos   | Totale Burgos   | Totale Burgos   | 93         | 2          |                 | 3               | 0               |                    | -                  | -                  |             | -           | -           | 96     | 2      |
| Totale carriera | Totale carriera | Totale carriera | 264        | 5          |                 | 8               | 0               |                    | -                  | -                  |             | -           | -           | 272    | 5      |